# Mesus rugatifrons
Mesus rugatifrons is een keversoort uit de familie loopkevers (Carabidae). De wetenschappelijke naam van de soort is voor het eerst geldig gepubliceerd in 1858 door Chevrolat.